# Subprime market
Subprime market (trh rizikových úvěrů) je část trhu spotřebitelských úvěrů. Na tomto trhu získávají úvěry klienti, kterým kvůli jejich nízké bonitě je odmítly poskytnout společnosti působící na prime marketu (česky někdy označovaný jako trh prvotřídních úvěrů). Rizikové úvěry jsou poskytovány za mnohem vyšší úroky a poplatky než u prvotřídních úvěrů. Zpravidla jde o úrokové sazby v řádech padesáti a více procent ročně.
Nejčastěji je trh subprime market spojován s hypoteční krizí v USA. Rizikové hypotéky získávali téměř všichni žadatelé bez ohledu na jejich úvěrovou historii a platební morálku. Úrokové sazby vzrostly, a tím rostly i splátky hypoték. Lidé je ale nebyli schopni dále řádně splácet, čímž často přišli o všechen svůj majetek.

## Úvěry
Z výzkumů  HUD (U.S. Department of Housing and Urban Development) vyplývá, že lidé s nízkými příjmy si pořizují rizikové úvěry třikrát častěji než lidé s vysokými příjmy. Stejně tak se takové úvěry objevují u etnických menšin pětkrát častěji než u majoritní populace. 

## Věřitelé
U rizikových úvěrů je mnohem větší pravděpodobnost nesplácení než u prvotřídních úvěrů. Prime úvěry také někdy anglosaská literatura označuje jako „A úvěry“, rizikové úvěry jako A minus, B, C a D úvěry. Se zhoršujícím se hodnocením úvěru roste i výše úrokové míry. Věřitelé na subprime marketu se v anglicky mluvících zemích odlišují formou své propagace. Ta se zaměřuje na klienty, kteří mají problém získat půjčku na prime marketu. Podle HUD mají rizikoví věřitelé ve svém názvu často slova „acceptance“ (souhlas), „consumer“ (spotřebitel), „finance“ (finance).
Věřitelé na subprime trhu jsou ochotni půjčovat rizikovým klientům. Za to si účtují mnohonásobně vyšší úroky a poplatky než věřitelé na prime trhu. Věřitelé tyto poplatky ospravedlňují vyššími rizikovými náklady a náklady na správu, proto musí být řízení takových úvěrů mnohem agresivnější a asertivnější (protože pravděpodobnost nesplácení je vysoká). Věřitelé ve svých nabídkách zdůrazňují, že nepožadují doklad o příjmu, nevyžadují záruky, nenahlížejí do registrů dlužníků ani jinak nezjišťují zadluženost žadatelů.

## Klienti využívající subprime úvěry
Rizikoví klienti dávají velkou část svých příjmů na splátky úvěrů, mají nízkou nebo žádnou úvěrovou historii, nebo je u nich vysoká pravděpodobnost nesplácení úvěru. Výše úroků na subprime trhu je cenovou diskriminací na základě většího množství faktorů: opožděné platby, exekuce, osobní bankrot, výše ostatních dluhů, úvěrové skóre atd. 
Věřitelé na rizikovém trhu se zaměřují na lidi, kteří:
- Nemohou doložit své příjmy nebo majetek
- Mají dostatečné příjmy, ale již mají dluhy
- Dříve měli problémy splácet své úvěry a závazky
- Potřebují nestandardní půjčku, kterou neposkytují prime věřitelé.

Bez rizikového trhu by takoví lidé nebyli schopni na úvěr dosáhnout. Na subprime trhu je možné získat solidní úvěr s transparentními podmínkami. Existuje však mnohem větší šance, že se klient na tomto trhu setká s lichvou a praktikami predátorského úvěrování , které využívají žadatelovy nouze. Takoví věřitelé nebonitnímu klientovi úvěr poskytnou, ačkoliv vědí, že jej nebude moci splácet a dříve nebo později spadne do dluhové pasti.